# Kaladan
Kaladan és un riu de Myanmar que neix a les muntanyes Chin on és conegut com a Boinu. Discorre cap al sud i després gira al nord i a l'oest i passa per les muntanyes Lushai retornant al sud, entrant a Arakan regant la part occidental del país, passant per Paletwa que queda a la seva riba occidental; es dirigeix cap Akyab i finalment, després d'un curs d'uns 485 km desaigua a la badia de Bengala a Akyab on forma un ample estuari de 9 km d'ample. És navegable fins a Paletwa. Els principals afluents són el Dalet, el riu Palet, el riu Mi i riu Pi.